# Marzi (Kalabrien)
Marzi ist eine italienische Gemeinde mit 978 Einwohnern (Stand 31. Dezember 2023) in der Provinz Cosenza in Kalabrien.
Das Gebiet der Gemeinde liegt auf einer Höhe von 530 m über dem Meeresspiegel und umfasst eine Fläche von 15 km². Marzi liegt etwa 23 km südöstlich von Cosenza. Die Gemeinde hat Anschluss an die A2 und einen Bahnhof an der Bahnstrecke Cosenza–Catanzaro. Die Nachbargemeinden sind Belsito, Carpanzano, Colosimi, Parenti, Paterno Calabro, Rogliano und Santo Stefano di Rogliano. Der Ortsteil von Marzi heißt Orsara.